# Raimonds
Raimonds est un prénom masculin letton apparenté au prénom Raymond et pouvant désigner :

## Prénom
- Raimonds Bergmanis (né en 1966), homme politique et haltérophile letton
- Raimonds Dambis (arz) (né en 1924), joueur letton de football
- Raimonds Karnītis (en) (1929-1999), joueur et entraîneur letton de basket-ball
- Raimonds Laizāns (né en 1964), joueur letton de football
- Raimonds Miglinieks (né en 1970), joueur et entraîneur soviéto-letton de3 basket-ball
- Raimonds Pauls (né en 1936), compositeur letton
- Raimonds Staprans (en) (né en 1926), artiste et compositeur letton
- Raimonds Vaikulis (né en 1980), joueur letton de basket-ball
- Raimonds Vējonis (né en 1966), homme d'État letton
- Raimonds Vilde (en) (né en 1962), joueur letton de volley-ball
- Raimonds Vilkoits (en) (né en 1990), joueur letton de hockey sur glace

## Référence
1. ↑  (en) Raimonds - namepedia.org